# Titularbistum Myndus
Myndus  (ital.: Mindo) ist ein Titularbistum der römisch-katholischen Kirche.
Es geht zurück auf ein früheres Bistum der antiken Stadt Myndos in der kleinasiatischen Landschaft Karien im Südwesten der heutigen Türkei. Das Bistum gehörte der Kirchenprovinz Stauropolis an.
| Titularbischöfe von Myndus |                                        |                                                              |                    |                    |
| Nr.                        | Name                                   | Amt                                                          | von                | bis                |
| 1                          | Winimar Knippschild OSB                | Weihbischof in Paderborn (Bistum Paderborn)                  | 28. März 1729      | 23. Mai 1732       |
| 2                          | Valerian Rist OFM                      | Apostolischer Vikar von Cochinchina ( Vietnam)               | 3. Oktober 1735    | 15. September 1737 |
| 3                          | Karl Johann Reichsgraf von Herberstein | Koadjutorbischof von Laibach (Herzogtum Krain)               | 20. November 1769  | 28. November 1772  |
| 4                          | Andreas Ország                         | Weihbischof in Pécs (Habsburgermonarchie)                    | 15. April 1776     | 1796               |
| 5                          | Klaus Münst OFMCap                     |                                                              | 23. Dezember 1801  | 29. November 1812  |
| 6                          | Ignazio Carlo Vittore Papardo CR       | Prälat von Santa Lucia del Mela (Italien)                    | 27. September 1858 | 27. Oktober 1871   |
| 7                          | Francesco Tavani                       |                                                              | 21. März 1873      |                    |
| 8                          | Vincenzo Bacchi                        |                                                              | 16. September 1906 | 2. Dezember 1912   |
| 9                          | Nematallah Carame                      | Bischofsordinarius in Rom (Italien)                          | 9. Mai 1913        | 11. April 1931     |
| 10                         | Antonio Giordani                       | Bischof der Gioventù italiana del littorio (Italien)         | 25. Juni 1933      | 3. August 1956     |
| 11                         | Giacomo Rosso                          | Altbischof von Cuneo (Italien)                               | 31. Dezember 1956  | 12. September 1957 |
| 12                         | Enrico Bartoletti                      | Weihbischof in Lucca Koadjutorerzbischof von Lucca (Italien) | 19. Juni 1958      | 20. Januar 1973    |